# Ниусерра
Ниусерра́ — фараон Древнего Египта из V династии, правивший приблизительно в 2458 — 2422 годах до н. э.

## Правление

### Происхождение и количество лет правления

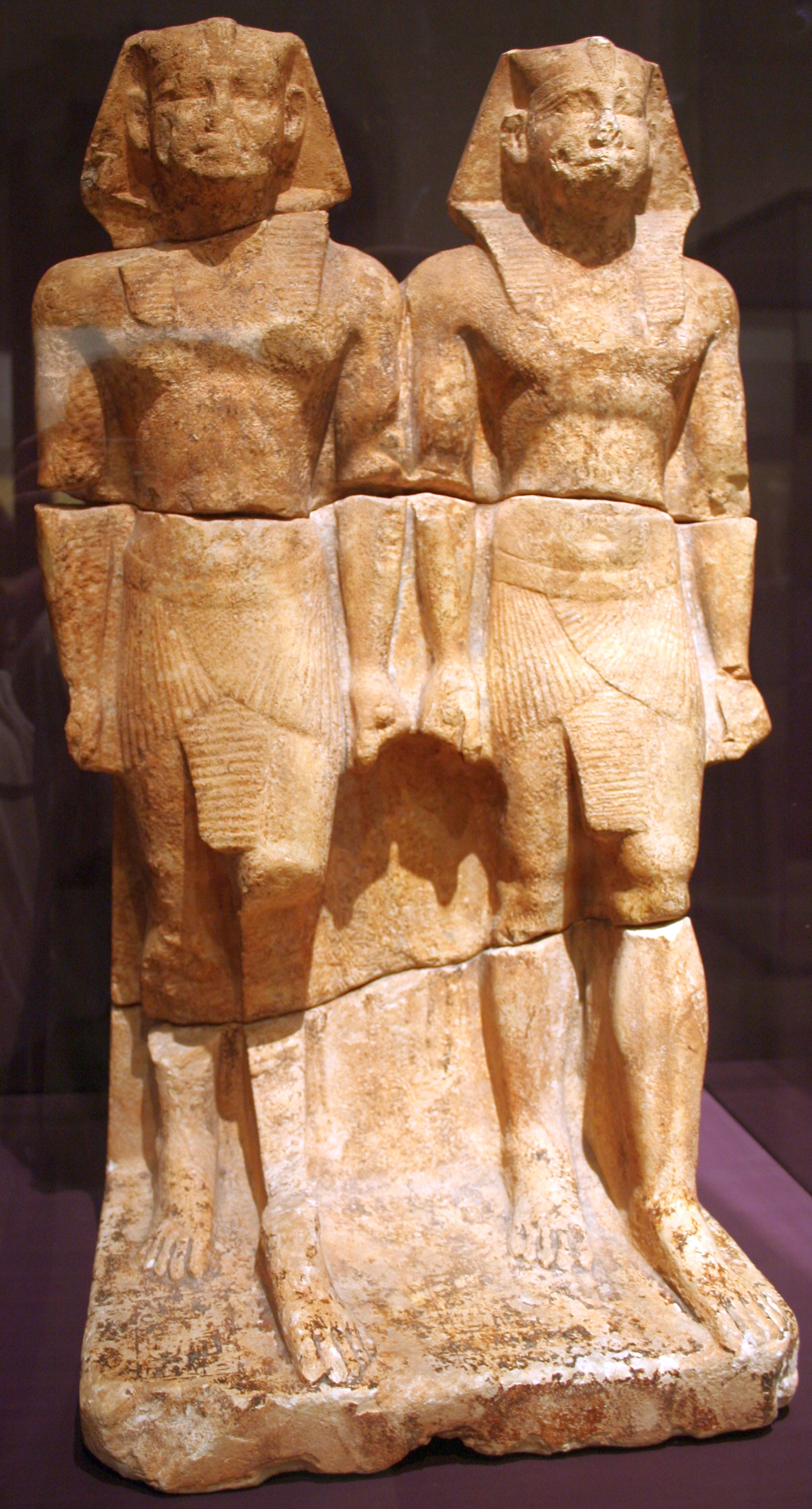
Двойная статуя Ниусерра
Государственный музей Египетского искусства, Мюнхен; инвент. № ÄS 6794

Ниусерра был младшим сыном фараона Нефериркара Какаи и царицы Хенткаус II, и братом правившего недолгого фараона Неферефра.
Ниусерра, как принято считать, наследовал непосредственно своему брату, но существуют некоторые свидетельства, дающие право предположить, что фараон Шепсескара правил между двумя братьями, хотя и в течение очень непродолжительного времени, возможно в течение нескольких месяцев. Существует предположение, что между наследниками Сахура, чьим сыном, возможно, был Шепсескара, и потомками Нефериркара Какаи возникла борьба за престол, и эфемерное правление Шепсескара было неудачной попыткой захватить трон.
Манефон называет Ниусерра Ратуресом (Рафуресом, др.-греч. ´Ραθούρης) и приписывает ему срок правления в 44 года, но такая продолжительность нахождения у власти этого фараона вызывает сомнения. Данные Туринского папируса относящиеся к Ниусерра сильно повреждены, невозможно прочесть не только его имя, но и даже точное количество лет правления. Хотя историки обычно предполагают, что там указано 24 года. Более тщательный анализ этого плохо сохранившегося места Туринского папируса даёт понять, что там может быть указан любой год как с 11 по 14, так и с 21 по 24, а также и с 31 по 34.
Изображения из солнечного храма Ниусерра в Абу-Гурабе, показывающие отмечание этим фараоном юбилейного праздника «хеб-сед», также наводит на мысль, что правление его превышало 30 лет.

### Военные походы и торговые связи

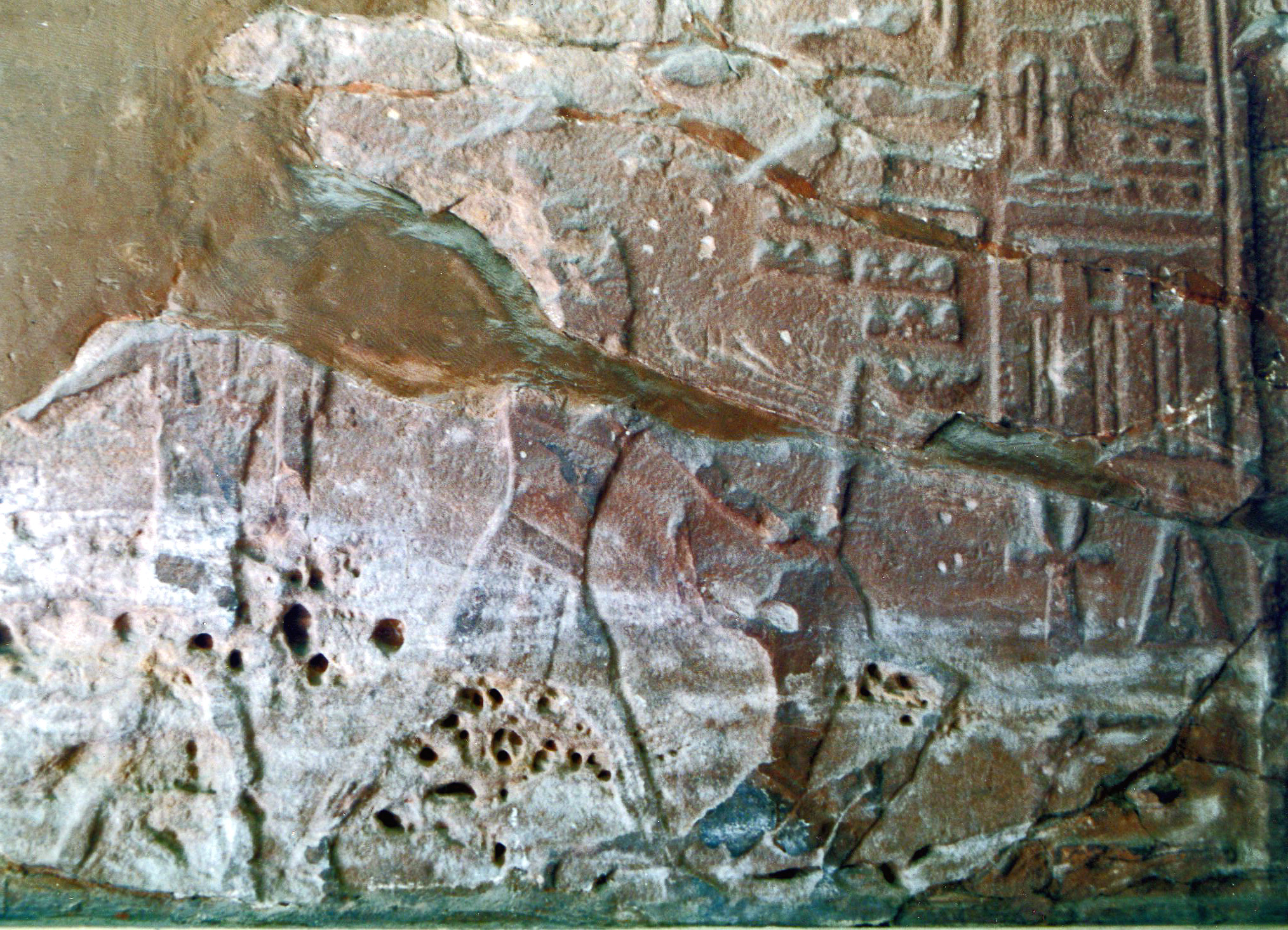
Рельеф Ниусерра в Вади-Магхара

Со времён Ниусерра происходят два скальных барельефа, которые были обнаружены в Вади-Магхара на Синае. Один из них ныне  находится в Египетском музее в Каире. Здесь он изображён побивающим азиатов. Короткая надпись именует его «Побивающим Ментиу (азиатов) и всех чужих стран». Данное изображение запечатлело военный поход с целью установления контроля над медными и бирюзовыми рудниками. Недавно[когда?] найденные оттиски печатей и наскальные надписи свидетельствуют, что отправной точкой для предприятий Ниусерра на Синайском полуострове служил древнеегипетский порт на месте современного города Айн-Сохна на берегу Суэцкого залива. Рельефы из заупокойного храма Ниусерра при его пирамиде также изображают захват ливийских и сирийских врагов, нападающих на западные и восточные границы Нижнего Египта.
О торговых отношениях со странами Леванта свидетельствуют статуя Ниусерра и фрагмент сосуда из травертина с его именем, найденные в Библе. Деятельность Ниусерра в Нубии засвидетельствовала его печать, найденная в крепости Бухен в районе второго нильского порога, а также фрагменты стелы с именами Ниусерра, происходящие из нубийских каменоломен в Гебель эль-Аср, где добывали гнейс.

### Имена фараона
| G5 |

| G5 |

| Q1 | X1 · F34 | N17 · N18 |

| Q1 | X1 · F34 | N17 · N18 |

| G16 |

| G16 |

| Q1 | X1 · F34 |

| Q1 | X1 · F34 |

| G8 |

| G8 |

| R8 · G5s · S12 |

| R8 · G5s · S12 |

| nswt&bity |

| nswt&bity |

| N5 · N35 | F12 · S29 · D21 |

| N5 · N35 | F12 · S29 · D21 |

| N5 · N35 | F12 · S29 · D21 |

| N5 · N35 | F12 · S29 · D21 |

| N5 · N35 | F12 · S29 · D21 |

| N5 · N35 | F12 · S29 · D21 |

| N5 · N35 | F12 · S29 · D21 |

| N5 · N35 | F12 · S29 · D21 |

| K1 · N35 | M17 |

| K1 · N35 | M17 |

| K1 · N35 | M17 |

| K1 · N35 | M17 |

| K1 · N35 | M17 |

| K1 · N35 | M17 |

| K1 · N35 | M17 |

| K1 · N35 | M17 |

| K1 · N35 | M17 | M17 |

| K1 · N35 | M17 | M17 |

| K1 · N35 | M17 | M17 |

| K1 · N35 | M17 | M17 |

| K1 · N35 | M17 | M17 |

| K1 · N35 | M17 | M17 |

| K1 · N35 | M17 | M17 |

| K1 · N35 | M17 | M17 |

| K1 · N35 |

| K1 · N35 |

| K1 · N35 |

| K1 · N35 |

| K1 · N35 |

| K1 · N35 |

| K1 · N35 |

| K1 · N35 |

### Солнечный храм

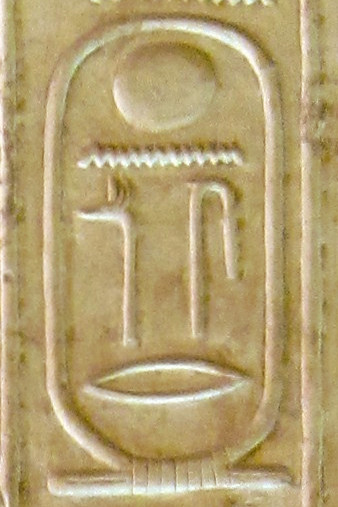
Имя Ниусерра в Абидосском списке фараонов (№ 30)

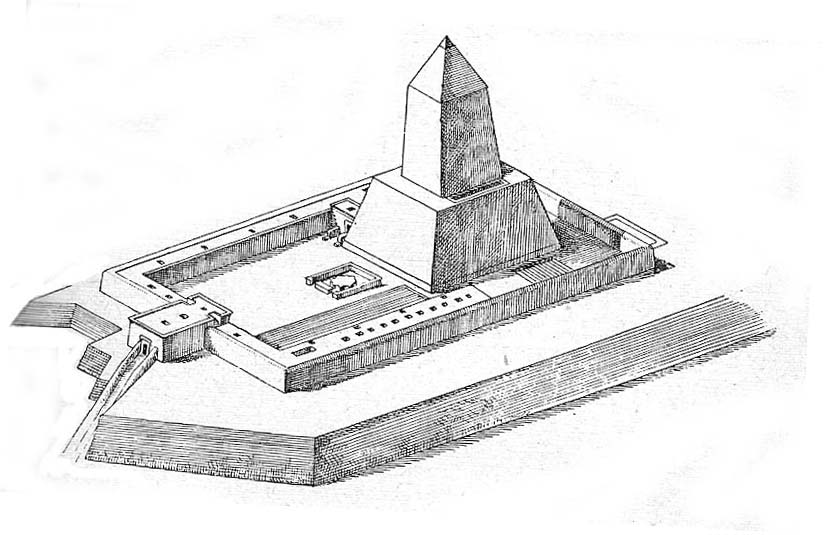
Солнечный храм Ниусерра

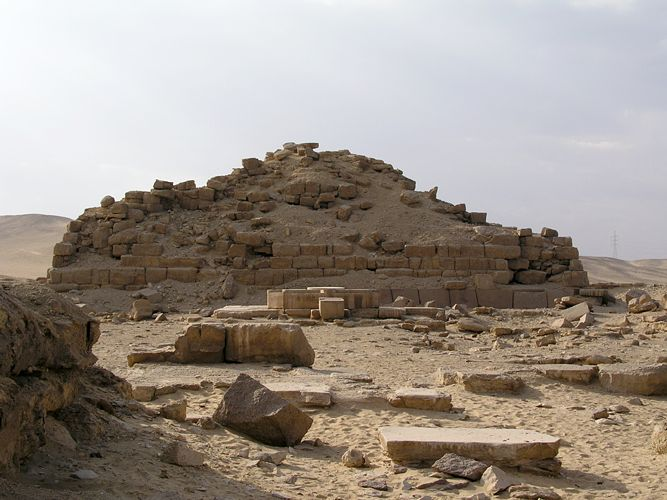
Развалины Солнечного храма Ниусерра

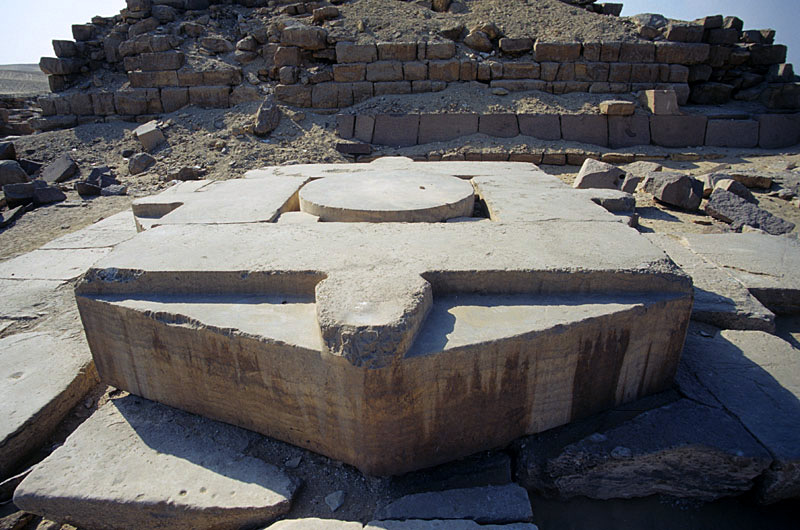
Алтарь Солнечного храма Ниусерра

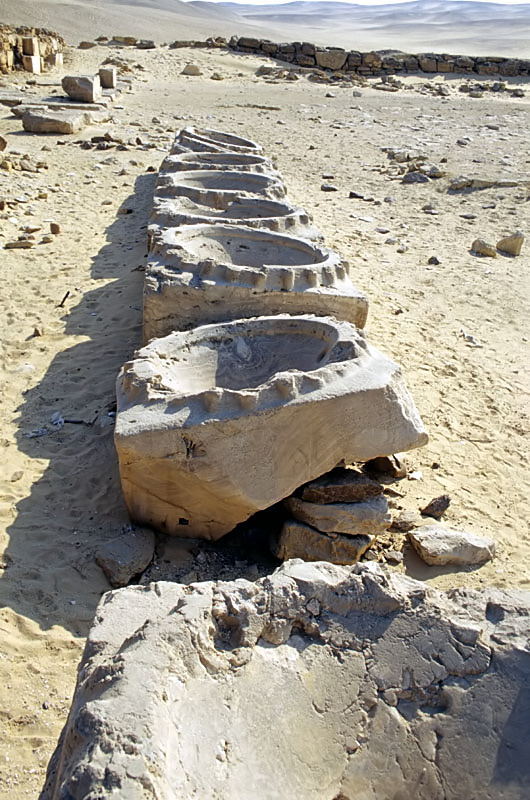
Алебастровые ёмкости для сбора жертвенной крови

Главным делом правления Ниусерра стало возведение солнечного храма, названного Сеше-пиб-Ра («Удовлетворение для Ра»). В местности Абу-Гураб, на пустынном плато на расстоянии около полутора километров к северу от пирамид и храмов Абусира находятся руины большого солнечного храма, построенного фараоном Ниусерра. Храм Ниусерра возвышался на плато, поднятом над долиной благодаря колоссальным каменно-строительным работам. К искусственной платформе вела от долины дорога, которая из-за расположения участка подходила к сооружению под углом. Внизу были монументальные ворота, построенные из известняка и им же облицованные. Реконструкция ворот показывает, что в плане они имели форму правильного прямоугольника. Есть основания полагать, что первоначально они имели наклонные стены, то есть были первым образцом монументального храмового пилона. От ворот к храму вёл крытый коридор, освещавшийся с помощью отверстий, проделанных в перекрытии через равные интервалы. Он вёл к главному входу, находившемуся на оси святилища, ориентированной по линии восток—запад.
В плане святилище представляло собой прямоугольник 80 × 110 м, окружённый высокой и толстой каменной стеной. С южной, западной и северной сторон внутри стены находились узкие коридоры, ведущие к различным частям святилища. Напротив входа располагался большой двор с жертвенником в глубине, перед которым приносили в жертву быков. По желобам, вырезанным в вымощенном камнем полу, кровь попадала в десять алебастровых бассейнов. Сам жертвенник был сделан из больших блоков алебастра и имел 5,8 м длины, 5,5 м ширины и 1,2 м высоты.
Позади возвышалась главная часть сооружения, в которой археологи видят прототип обелиска. Речь идёт о памятнике, состоявшем из двух частей. Первая представляла собой цоколь в форме усечённой пирамиды высотой приблизительно 20 м, облицованный блоками полированного гранита и плитами известняка, на нём находилась вторая часть, собственно обелиск, высотой, вероятно, 36 м, также облицованный известняком. Вершина обелиска была, возможно, покрыта гранитными блоками или листами позолоченной меди. В противоположность более поздним обелискам, высеченным из единого блока, здесь мы имеем дело с конструкцией, ядро которой составляли большие известняковые блоки неправильной формы, покрытые полированными плитами. Этот впечатляющий памятник, несомненно, был символом солнечного культа. Возможно, это был первый памятник в истории человечества, в толще которого находился проход, ведущий к верхней платформе.

План Солнечного храма Ниусерра

Стены южной галереи были покрыты великолепными рельефами, изображавшими богов-покровителей различных номов Египта, божеств Нила и персонификации времён года. Сцены полевых работ были гимном Солнцу, которому Египет был обязан своим существованием. Галерея освещалась отверстиями, проделанными в потолке; в проход, расположенный внутри цоколя, солнечный свет не проникал. Входящие должны были запастись светильниками, чтобы иметь возможность любоваться знаменитыми сценами праздника Хеб-Сед — тридцатой годовщины восшествия на престол фараона, который ознаменовал свой юбилей постройкой этого храма. Большинство этих рельефов в настоящий момент находится в Берлинском музее.
Возле юго-восточного угла основания обелиска находилась небольшая часовня. Вся северная часть конструкции была занята кладовыми и большими дворами для жертвоприношений священных животных. Верхний вход, жертвенник и обелиск находятся на одной оси, но не в центре ансамбля. Северная часть с кладовыми и дворами для жертвоприношений занимает больше места, чем южная с находящимися в ней галереей и часовней. К югу от святилища была найдена солнечная барка длиной около 30 м, отчасти высеченная в скале, отчасти сложенная из расписанного сырцового кирпича. Эта барка была необходимым элементом солнечного культа. Бог Солнца имел в своём распоряжении 2 барки: дневную, Манджет, и ночную, Мескетет. Несмотря на скрупулёзные поиски, вторая барка не была найдена.

### Пирамида Ниусерра

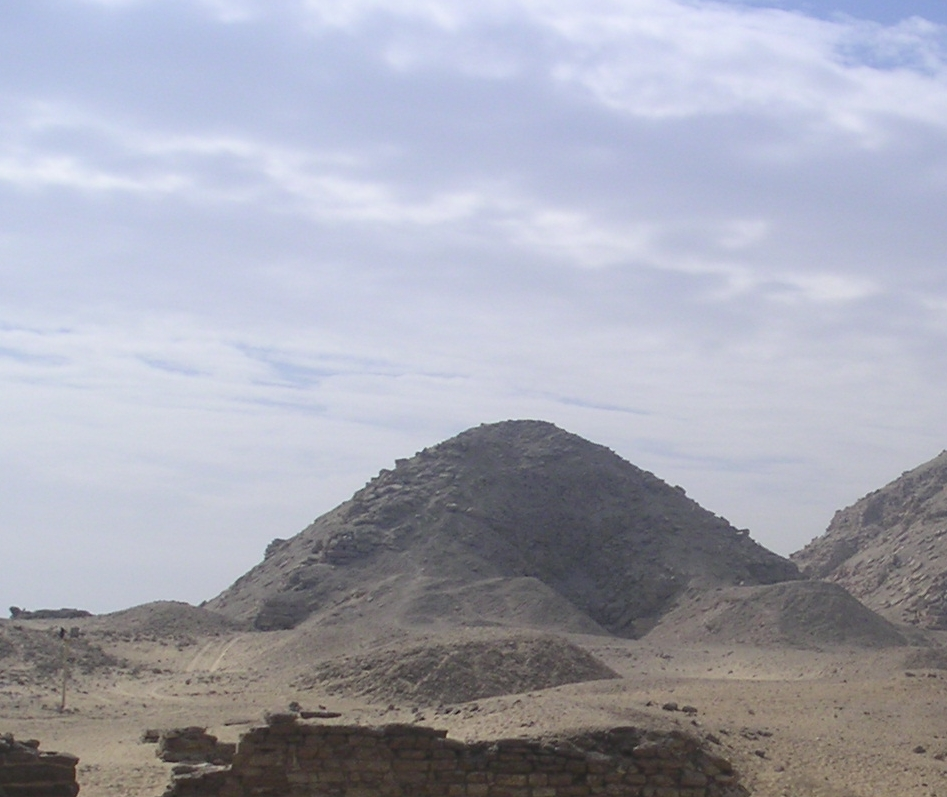
Пирамида Ниусерра

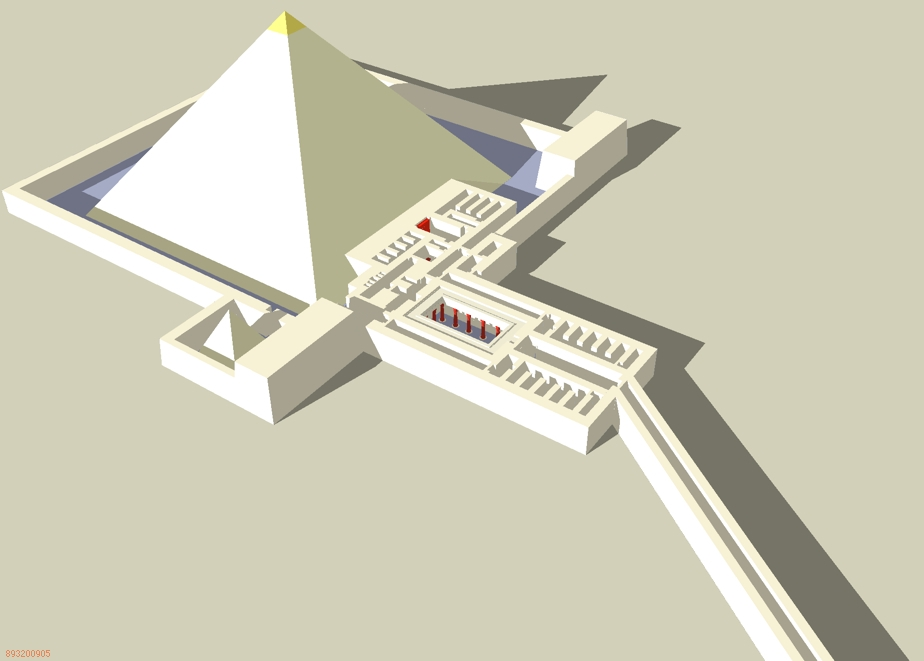
Пирамида Ниусерра. Реконструкция

Свой погребальный комплекс с пирамидой Ниусерра выстроил в Абусире, к югу от пирамиды Сахура. Этот памятник, названный Мен-сету («Крепкое место») расположен между ансамблями Сахура и его преемника Нефериркара. Этот фараон узурпировал нижний храм Нефериркара и часть мощёной дороги, которую он направил к своему заупокойному храму. Этот храм был сходен с нижним, только вместо колонн с капителями в виде пальмовых листьев в нём находились папирусовидные колонны. Возможно, дорога, ведущая к верхнему храму, была крытой. Верхний храм Ниусерра имел форму буквы «L», что, вероятно, объясняется наличием в этом месте более древних захоронений. Он делится на две части, одна из них была открыта для доступа, другая, помимо традиционных элементов, таких как царские ниши, святилище и большие ложные двери, включала также кладовые.
Пирамида Ниусерра, южный фасад которой примыкает к заупокойному храму, имела основание 78,8 × 78,8 м, а высота превышала 50 м. Угол наклона граней составлял 52°. Ныне эта пирамида находится в плачевном состоянии и не достигает и половины первоначальной высоты. Как и пирамида Сахура, она состояла из ступеней, которые были скрыты облицовочным камнем, привезённым из Туры. От входа, находившегося на севере, в погребальные камеры, разделённые стеной, вела галерея. Потолок камер имел то же строение, что и в пирамиде Сахура. Первая камера была вспомогательной, она предшествовала второй, в которой не было найдено следов саркофага и погребальной утвари. В юго-восточном углу комплекса возвышалась небольшая пирамида-спутник, точно воспроизводящая царскую пирамиду.
К югу от пирамиды Ниусерра, вероятно в его царствование, была построена малая пирамида для его бабки Хенткау — матери фараонов Сахура и Нефериркара.

В храме Ниусерра упоминаются две супруги фараона: Хенткаус и Нуби. Из того же источника мы узнаём и имена его дочерей: Хамерернебти и Мерититес. Существуют несколько цилиндрических печатей и оттисков печатей, а также два сосуда с именем этого царя.

План пирамиды Ниусерра

### Статуи фараона
Благодаря надписям и стилистическим сравнениям в настоящее время можно связать с Ниусерра шесть статуй. Ведущее положение среди них занимает парная статуя, которая ныне хранится в Государственном музее Египетского искусства в Мюнхене. Данная статуя, неизвестного происхождения, является единственным известным экземпляром царских статуй такого двойного типа из Древнего царства. Статуя вырублена из кальцита и имеет высоту 71,8 см, а ширину 40,8 см. Надпись на статуе называет имя Ниусерра. Фараон изображён дважды, почти в идентичных позах — левая нога выставлена вперёд, руки прижаты к телу, кулаки сжаты. Обе фигуры опоясаны традиционной набедренной повязкой египтян — схенти, а головы покрыты головным платком немес с урием на лбу. В то время как левая фигура выглядит довольно молодой, правая — имеет мешки под глазами и впалые щеки. Это интерпретируется так, что в этой двойной статуе воплотились два аспекта Ниусерра: один — идеализированный божественный правитель-юноша, другой — умудрённый годами, уже пожилой государь.
Другая стоящая статуя была найдена в 1904 году среди строительного мусора в яме в храме Амона-Ра в Карнаке. Она почти полностью сохранилась, но разбита на две части. Верхняя часть статуи находится сегодня в Мемориальной художественной галереи в Рочестере (Нью-Йорк) (Инверт. № 42.54), нижняя же часть — в Каирском египетском музее (Инверт. № CG 42003). Статуя изготовлена из розового гранита и имеет общую высоту 81,6 см, ширину 23,8 см и глубину 39,1 см. На основании статуи перед правой ногой выбита надпись с именем фараона Ниусерра. Царь изображён идущим, его левая рука прижата сбоку к телу, правая рука согнута в локте и положена на грудь, в ней он держит булаву. Данная статуя изготовлена во времена правления фараона XII династии Сенусерта I и доказывает, что во времена Среднего царства к Ниусерра относились с большим почтением и что он считался предком правящего тогда дома.
Следующая сидящая статуя происходит из храма Птаха в Мемфисе; ныне она находится в Каирском египетском музее. Статуя сделана из гранита и имеет высоту 65 см. На фараоне надеты набедренная повязка и царский платок с уреем. Левая рука положена ладонью на левую ногу, а правая — прижата к правой ноге кулаком. На пьедестале, рядом с правой ногой начертано имя фараона.
Три других скульптуры приписываются фараону Ниусерра по стилистическим данным, главным образом из-за схожести лиц. Во-первых, это верхняя часть туловища с головой хранящаяся ныне в Бруклинском музее. Руки у скульптуры полностью отсутствуют. Эта статуя, неизвестного происхождения, выполнена из гранита. Она имеет высоту 34 см, ширину 16,2 см и глубину 14,1 см.
Второй — это ещё один торс, найденный в Библе и сегодня хранится в Национальном музее в Бейруте (Инверт. № B. 7395). Статуя выполнена из гранита и имеет сохранившуюся высоту 34 см. Сохранились верхняя часть туловища от пупка, рука и голова в царском платке.
Также, из стилистических соображений, Ниусерра приписывается голова статуи ныне хранящаяся в Музей искусств в Лос-Анджелесе. Она выполнена из гранита и имеет сохранившуюся высоту 12,1 см. Она изображает фараона безбородым в царском платке.
| |                                                                                                 |                                                                                             |
| Статуя Ниусерра, вероятно, происходящая из города Мемфиса. Ныне находится в Каирском египетском музее (Инверт. № CG 38) | Верхняя часть статуи фараона, вероятно, Ниусерра. Бруклинский музей, Нью-Йорк (Инверт. № 72.58) | Голова статуи фараона, вероятно, Ниусерра. Музей искусств, Лос-Анджелес (Инверт. № 51.15.6) |

### Советники царя и их надписи
Надпись того периода была обнаружена в гробнице видного вельможи Птахшепсеса, который родился во времена строителя Третьей пирамиды в Гизе Менкаура, женился при Шепсескафе и продолжал жить при Ниусерра. Начало строк не сохранилось, но общий смысл всё же ясен. Надпись гласит:
«Во времена Менкаура он воспитывался среди царских детей во дворце, в покоях царского гарема, и был благороден больше, чем любое другое дитя». «Во времена Шепсескафа он обучался [как раньше] во дворце царя… и был благороден больше, чем любой другой юноша. Его величество отдал ему в жёны свою старшую дочь Маатха, ибо его величество желал, чтобы она была с ним больше чем с кем-то другим». Затем при Усеркафе (?) он «был больше ценим царём, чем любой другой слуга. Он спускался на корабле, принадлежащем двору, и шествовал в процессиях в южном дворце на всех празднованиях годовщины коронации». В правление Сахура (?) он был советником «по каждой работе, которую желал сделать его величество, и радовал сердце своего господина каждый день». При следующем царе, чьё имя опять-таки утрачено (возможно, Нефериркара Какаи), «когда его величество хвалил его за что-нибудь, то позволял ему облобызать свою ногу, и не требовал его величество, чтобы он целовал землю [перед ним]». В период правления нового фараона «он спускался в [самой] священной ладье во время всех праздников Восхождения (или Появления), любимый своим господином». И наконец, при Ниусерра «он был предан своему господину, любим своим господином, ценим богом Птахом, делая то, что бог желал, и радуя каждого искусного человека под властью царя».
 Другая надпись времени правления Ниусерра была обнаружена в гробнице Хотепхерахета, который был судьёй, а также жрецом в храме покойного царя Нефериркара Какаи и жрецом в солнечном храме Ниусерра. Он рассказывал тем, кто придёт к нему, что он эту гробницу построил, а не присвоил уже существовавшую, как, видимо, поступали некоторые люди. Он также обещал, что если посетители совершат подношения для его духа, то он отплатит за их доброту тем, что восхвалит их перед богами, ибо он, будучи благочестивым и уважаемым человеком на земле, как он стремился подчеркнуть, теперь, несомненно, сможет удачно использовать своё положение на небесах им на пользу. В конце он сообщает, что был почитаем царём, который самолично даровал ему саркофаг.
| V династия                |                                                                          |                     |
| Предшественник: Неферефра | фараон Египта ок. 2445 — 2414 до н. э. (правил приблизительно 25—31 год) | Преемник: Менкаухор |